# Cistin
Cistin je dimer neutralne esencijalne aminokiseline cisteina.
Tvore ga dvije molekule cisteina povezane disulfidnom vezom. Cistin nastaje oksidacijom cisteina, a ostatci koji su povezani disulfidnim vezama jako su hidrofobni (nepolarni).
Ovaj organski sumporni spoj je formule (SCH2CH(NH2)CO2H)2. Pri atmosferskom tlaku i sobnoj temperaturi je bijela krutina koja se slabo otapa u vodi. Cistin čini 10-14% mase ljudske kože i kose. Cistin je otkrio William Hyde Wollaston 1810. godine, no nije bio priznat kao izveden iz bjelančevina sve dok nije bio izoliran iz kravljeg roga 1899. godine.